# Landeskriminalamt Schleswig-Holstein
Das Landeskriminalamt Schleswig-Holstein (LKA-SH) ist ein zugeordnetes Amt des Innenministeriums des Landes Schleswig-Holstein. Es dient, wie andere Landeskriminalämter auch, der Landespolizei als Servicestelle für kriminaltechnische und erkennungsdienstliche Angelegenheiten. Das LKA Schleswig-Holstein hat seinen Sitz in Kiel.

## Organisation
Das Landeskriminalamt ist als zugeordnetes Amt Bestandteil des Innenministeriums Schleswig-Holstein, innerhalb dessen es mit der für seine Aufgaben notwendigen Selbständigkeit ausgestattet ist. Die Dienstaufsicht führt der Innenminister, die Strafprozessordnung verlangt aber eine fachliche Unterordnung im repressiven Tätigkeitsfeld unter die weisungsbefugten Staatsanwaltschaften.
Das LKA gliedert sich in fünf Abteilungen:
1. Zentrale Aufgaben: Allgemeine Fachfragen/Steuerung der Kriminalitätsbekämpfung, Fahndung/internationale Zusammenarbeit, Ressourcensteuerung/Qualitätsmanagement/Gesundheitsmanagement, Polizeilicher Informations- und Analyseverbund
2. Ermittlungen und Auswertung: Stabs- und Koordinierungsstelle, Organisierte Kriminalität/Rauschgiftkriminalität, Wirtschaftskriminalität, Korruptions- und Umweltkriminalität, Cybercrime/Digitale Spuren, zentrale Auswertungen
3. Staatsschutz: Auswertung Staatsschutz/Lagebeurteilungen/Personenschutz, Ermittlungen/Innere Sicherheit, Kampfmittelräumdienst
4. Kriminaltechnik, Erkennungsdienst: Zentrale Aufgaben/Logistik, Waffen/Spuren/Dokumente, Chemie/Physik, Erkennungsdienst/daktyloskopische Auswertung, Analytik/Biologie
5. Operativer Einsatz, Ermittlungsunterstützung: Mobiles Einsatzkommando, Spezialeinsatzkommando, Operative Technik/TKÜ, Verdeckte Ermittlungen/Zeugenschutz/VP-Führung

Neben den Fachabteilungen besteht eine Stabsstelle.
Direktor des LKA ist seit 1. September 2018 Thomas Bauchrowitz. Er folgte auf Thorsten Kramer, der das Amt am 1. September 2013 übernommen hatte. Hans-Werner Rogge, der das Amt seit 2002 leitete, ging nach Erreichen der Altersgrenze in den Ruhestand. Er war Hans-Eberhard Gersonde gefolgt, der das Amt seit 1985 geführt hatte.

## Rechtsgrundlagen
Rechtsgrundlagen der Arbeit des Landeskriminalamtes sind:
- Das Landesverwaltungsgesetz Schleswig-Holstein (LVwG)[3]
- Das Gesetz über die Organisation der Polizei in Schleswig-Holstein[4]

Die Rechtsstellung des Landeskriminalamtes ist in § 3 POG beschrieben.

## Geschichte
Die Public Safety Branch der Britischen Militärregierung gründete am 1. Januar 1946 das Kriminalpolizeiamt für die Britische Zone (KPABrZ, Zonal Bureau) mit Sitz in Hamburg. In der Britischen Zone entstanden nachgeordnete Regional Records Bureaus (Kriminalpolizeizentralen) in Hamburg, Hannover, Münster und Düsseldorf. Nach Anordnung 1946 des KPABrZ in Hamburg wurde die Gruppennachweisstelle in Schleswig in Kriminalpolizeiamt umbenannt. Zum 13. Januar 1947 erhielt sie die Bezeichnung Landeskriminalpolizeiamt Schleswig-Holstein.
Am 23. Mai 1949 wurde das Grundgesetz mit Art. 73, 87 bezüglich des BKA verkündet. Es folgte das BKA-Gesetz vom 15. März 1951. Am 31. Oktober 1951 übernahm das BKA das Kriminalpolizeiamt für die Britische Zone in Hamburg als Grundstock für das BKA. Das Landeskriminalpolizeiamt Schleswig-Holstein zog am 1. Oktober 1947 nach Eckernförde-Carlshöhe und von dort in den Westflügel des bombardierten Kieler Schlosses um. 1969 wurde aus dem Landeskriminalpolizeiamt ein Kriminalpolizeiamt, mit der Reform 1994 schließlich ein Landeskriminalamt mit Sitz im Kieler Polizeizentrum Eichhof.